# 中村尚夫
中村 尚夫(なかむら ひさお、1923年12月17日 - 2008年6月25日）は、日本の経営者。クラレ社長を務めた。京都府京都市出身。

## 経歴
第三高等学校を経て、1948年に京都大学経済学部を卒業し、1950年に同大学院を修了し、同年にクラレに入社した。
1972年11月に取締役に就任し、1976年6月には常務に就任し、1981年6月には副社長に就任した。
1985年6月には社長に昇格し、1993年6月には会長に就任した。2000年6月から相談役に就任した。
1990年11月に藍綬褒章を受章し、1996年11月に勲二等瑞宝章を受章した。
2008年6月25日急性冠症候群のために兵庫県宝塚市の病院で死去。84歳没。